# Waffenregister (Liechtenstein)
Das nationale Waffenregister (NWR bzw. WR) in Liechtenstein dient der nationalen Waffenkontrolle und der Rüstungskontrolle (z. B. das UN-Waffenregister).

## Schengen-Raum
Grundlage für das Waffenregister in Liechtenstein als Mitgliedstaat des Schengener Abkommens ist Artikel 4 Abs. 4 der EU-Richtlinie 2008/51/EG des Europäischen Parlaments und des Rates vom 21. Mai 2008 zur Änderung der Richtlinie 91/477/EWG.
Die Richtlinie bestimmt, dass von den Unionsmitgliedstaaten (und Liechtenstein in Verbindung mit dem Schengener-Abkommen) bis spätestens 31. Dezember 2014 ein computergestütztes zentral oder dezentral eingerichtetes Waffenregister eingeführt und stets auf dem aktuellen Stand gehalten werden muss.
Die RL 2008/51/EG und die Änderung der RL 91/477/EWG wurde gemäss dem Beschluss 2001/748/EG erforderlich, weil die Europäische Gemeinschaft (nun Europäische Union) das Protokoll betreffend die Bekämpfung der unerlaubten Herstellung von und des unerlaubten Handels mit Schusswaffen, Teilen von Schusswaffen und Munition zum Übereinkommen der Vereinten Nationen gegen die grenzüberschreitende organisierte Kriminalität am 16. Januar 2002 unterzeichnet hat und dies auch auf den Schengen-Raum und auf den Europäischen Wirtschaftsraum Auswirkungen hat.
Durch diesen Beitritt der EU wurden Änderungen einiger Bestimmungen der Richtlinie 91/477/EWG erforderlich. Dies wurde durch die RL 2008/51/EG vollzogen.

## Betrieb und Registrierung
Zentrale Waffenbehörde in Liechtenstein ist die Landespolizei. Diese führt auch für die Geschäfts- und Aktenverwaltung im Rahmen ihrer gesetzlichen Aufgaben sowie zur Dokumentation der Herkunft von Waffen ein elektronisches Register (Waffenregister).
Das Waffenregister wurde in Liechtenstein mit der Verordnung vom 16. Juni 2009 über Waffen (Waffenverordnung – WaffV) eingerichtet. Es sind im Waffenregister grundsätzlich alle registrierungspflichtigen Feuerwaffen aufzunehmen.
Das Datenschutzgesetz ist auf die im Waffenregister aufgenommenen Daten anzuwenden (Art 52 WaffV).

### Besitz, Erwerb und Registrierungsverbot für bestimmte Staatsangehörige
Gemäss Art. 12 Abs. 1 der Waffenverordnung sind die Angehörigen bestimmter Staaten vom Erwerb, dem Besitz, dem Anbieten, der Vermittlung und Übertragung von Waffen, wesentlichen oder besonders konstruierten Waffenbestandteilen, Waffenzubehör, Munition und Munitionsbestandteilen ausgenommen sowie ist Ihnen das Tragen von Waffen und das Schiessen mit Feuerwaffen verboten.
Personen mit Staatsbürgerschaft der Staaten:
a) Serbien;
b) Kroatien;
c) Bosnien und Herzegowina;
d) Kosovo;
e) Montenegro;
f) Mazedonien;
g) Türkei;
h) Sri Lanka;
i) Algerien;
k) Albanien,
können daher auch keine Waffen auf sich registrieren lassen (Ausnahme: Art 12 Abs. 2 WaffV: Die Landespolizei kann ausnahmsweise eine Bewilligung für den Erwerb, den Besitz und das Tragen von Waffen sowie für das Schiessen mit Feuerwaffen erteilen, insbesondere für Personen, die an Jagd- oder Sportveranstaltungen teilnehmen oder Aufgaben im Personen- oder Objektschutz wahrnehmen).

### Besitz, Erwerb und Registrierungserleichterungen für schweizerische Staatsangehörige
Für Staatsangehörige der Schweiz gelten bestimmte Registrierungspflichten und auch über den Europäischen Feuerwaffenpass nach der Waffenverordnung bzw. dem Waffengesetz nicht.

### Entwicklung der ausgestellten Waffenerwerbsscheine
Die Entwicklung der ausgestellten Waffenerwerbsscheine in Liechtenstein von 1979 bis 2015 kann grafisch wie folgt dargestellt werden
| 117 | 112 | 146 | 140 | 140 | 188 | 149 | 134 | 218 | 241 | 252 | 236 | 267 | 262 | 249 | 178 | 200 | 206 | 158 | 176 | 137 | 108 | 187 | 101 | 120 | 99 | 92 | 103 | 144 | 147 | 216 | 127 | 163 | 126 | 76 | 105 | 131 |
| 79  | 80  | 81  | 82  | 83  | 84  | 85  | 86  | 87  | 88  | 89  | 90  | 91  | 92  | 93  | 94  | 95  | 96  | 97  | 98  | 99  | 00  | 01  | 02  | 03  | 04 | 05 | 06  | 07  | 08  | 09  | 10  | 11  | 12  | 13 | 14  | 15  |

Aus der Übersicht zeigt sich, dass bei einer Wohnbevölkerung von etwa 37.500 Personen (davon etwa 2/3 liechtensteinische Staatsbürger) in den Jahren 1979 bis 2015 5951 Waffenerwerbsscheine ausgestellt wurden. Insgesamt sind in Liechtenstein mit Stand 31. Dezember 2015 genau 9111 Waffen registriert, davon 5119 Pistolen bzw. Revolver, 3342 Jagd- und Sportgewehre, 265 halbautomatische Langwaffen, neun Serienfeuerwaffen, und Sonstiges. Zahlreiche Waffen sind in Liechtenstein nicht registriert, da erst seit dem Beitritt zum Schengener Abkommen eine durchgehende Registrierung stattfindet. Auf eine Nacherfassung der nichtregistrierten Waffen (wie in Österreich) wurde in Liechtenstein verzichtet, weswegen mit einer hohen Anzahl an illegalen Waffen im Umlauf gerechnet wird.

## Datenumfang
Massgeblicher Bestandteil und zentralen Komponente des liechtensteinischen Waffenregisters ist eine automatisierte Datenbank. In dieser Datenbank werden die relevanten Daten erfasst (Art 49 Abs. 2 WaffV):
1. Registernummer, Name, Vorname, Rufname, Geburtsname, Geburtsdatum, Geburtsort, Bürgerort, Staatsangehörigkeit, Beruf, Arbeitgeber, Adresse, Telefonnummer, E-Mail-Adresse des Erwerbers und der übertragenden Person einer Waffe, des Inhabers einer Waffenhandels-, Betriebs- oder Waffentragbewilligung oder des Geschäftsführers einer juristischen Person;
2. Antragsdatum, Antragsnummer, Erwerbsgrund, Status des Antrags und Bemerkungen, insbesondere auch über Umstände, die zur Verweigerung der Bewilligung geführt haben;
3. Bewilligungsart, Bewilligungsnummer, Ausstellungsdatum, Gültigkeitsdauer, Auflagen und Bedingungen sowie Bemerkungen, insbesondere auch über Umstände, die zum Entzug der Bewilligung geführt haben;
4. Waffenart bzw. Munitionsart, Hersteller, Bezeichnung, Kaliber, Treibmittel, Waffennummer, Registernummer und Bemerkungen;
5. Datum einer Waffenübertragung.